# 袖車絞め

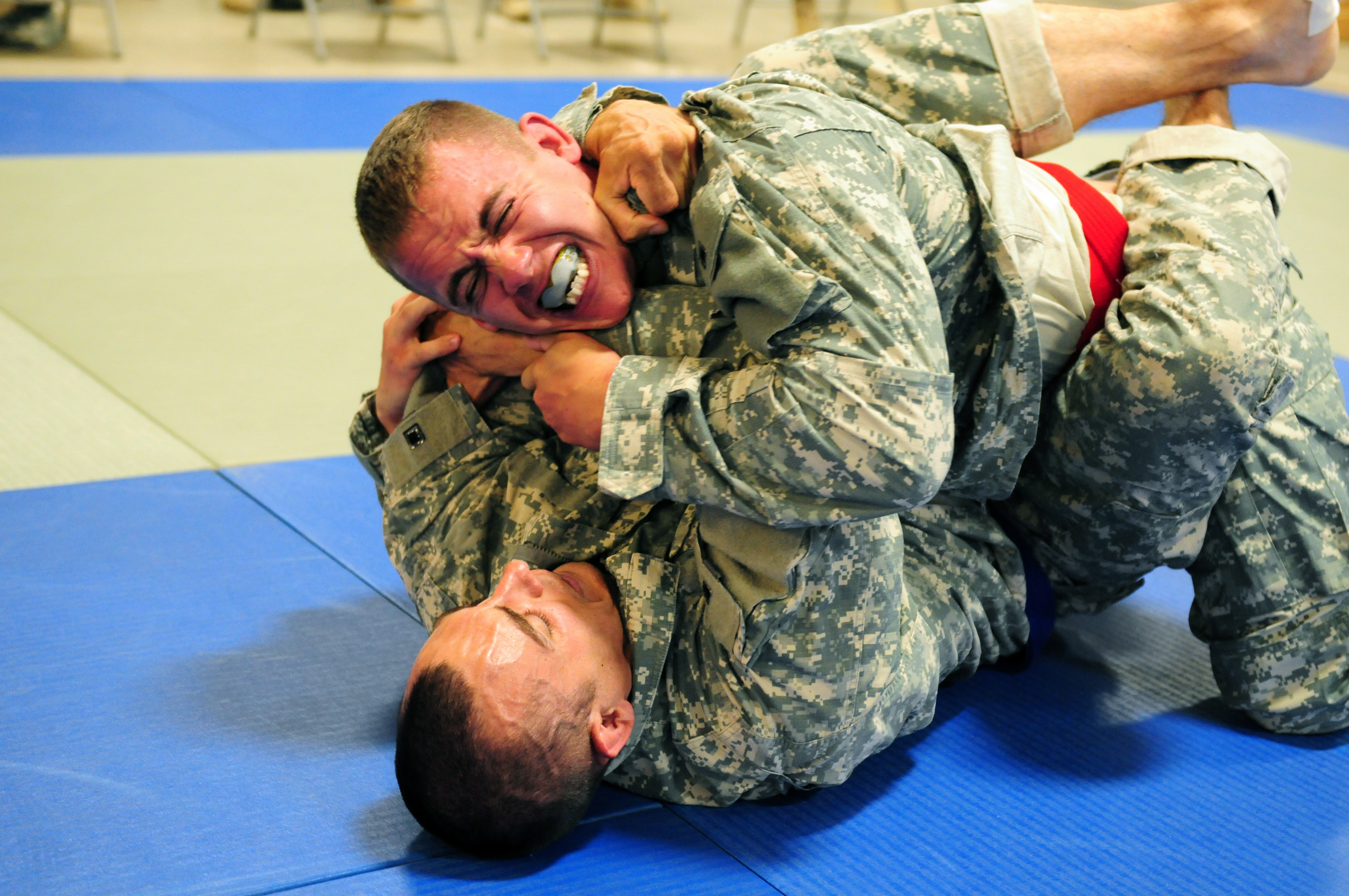
ガードポジションからの袖車絞

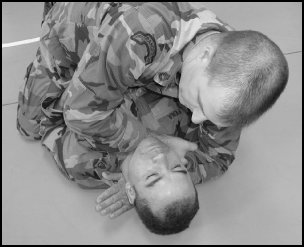
マウントポジションからの袖車絞

袖車絞め（そでぐるまじめ）は、格闘技で使用される相手の頸部を絞める絞め技である。講道館柔道絞技12本の1つ。主に着衣格闘技で使用される技である。講道館や国際柔道連盟 (IJF) での正式名袖車絞。IJF略号SGJ。挟絞（はさみじめ）の一種である。講道館が固め技の分類を制定する昭和60年以前の柔道界では、車絞（くるまじめ）、裸絞（はだかじめ）などと呼ばれることが多かった。英名はスリーブ・チョーク (sleeve choke) 、ブラジリアン柔術ではエゼキエルチョーク (Ezekiel choke) と呼ばれている。

## 概要
原形は両手共に自らの反対側の袖を握る形で頸部を絞める技。相手と正対する形も相手の背後から絞める形もある。
片手のみ袖を握る形では袖を持つ手は相手の頭の後ろに回す腕側の場合もあれば、相手の喉元に当てる腕側の場合もある。
画像のものは二つとも後者だが、前者の場合、相手の頭の後ろに片腕を回して土台にし、反対側の腕の袖口を掴み、反対側の手は、相手の頭の前で手刀を作り、相手の喉元などに当て、頸部を絞める。
柔道、ブラジリアン柔術などの試合で使用される技である。他の着衣を用いた絞めと異なり自らの着衣を用いる。
小室宏二の得意技であり、裸絞や送襟絞、三角絞等の代表的な絞め技よりも地味だが、小室曰く、技が決まりやすく、威力や効果が絶大だという。ブラジリアン柔術では国際ブラジリアン柔術連盟、国際柔術連盟ともにティーン (U16) 以下では禁止技である。フルガードのインサイドガードポジションからは頸部への絞技はめったに極まることがないがこの絞技はたびたび極まるほど威力が大きい。映像資料『高専柔道～寝技の真髄～』でもこの形が紹介されている。
小室は「この技を初めて使ったのは、内柴正人との試合で、この試合に勝利したが、実はこの時、袖車絞の名前すら知らなかった。」と語っている。柔道母国、日本の『格闘技通信』誌もこの技を1995年のUFC 7の際に「フロント・チョーク」と呼んでいる。この技はフロント・チョークとは異なる技である。
小室の引退後、指導者となってからは、自分の得意技である片閂（コムロック）とこの技を教え、袖車絞の知名度を上げると同時に普及に尽力している。
試合での実例
- グランドスラム・デュッセルドルフ2018男子73 kg級三回戦

×デニス・ヤルツェフ（ロシア）　（2:21　袖車絞）　フェルディナンド・カラペティアン（アルメニア）○
相手の背後から自らの両袖を掴み、相手の喉に当てた前腕側の腕は相手の腋の下を通す形。
- グランドスラム・アブダビ2018男子90 kg級一回戦

×ビクトル・アヒアボル（ガーナ）　（0:51　袖車絞）　タビス・トゥータ（ラトビア）○
両袖を取る形でフルガードのインサイドガードポジションから。

## 変化

### 小手車絞め
小手車絞め（こてぐるまじめ）は縦四方固やがぶりの姿勢やシッティングガードポジションやうつ伏せの相手の頭部が股間付近にある姿勢などから右手で相手の右襟をとり、左手首または左前腕で相手の後頭部を抑えながら左手で右袖を掴んで絞める袖車絞。小手絞に似た技である。小室宏二が命名し、袖車絞の一種だとしている。

### 上四方絞
上四方絞（かみしほうじめ）は上四方固や崩上四方固の下からの小手車絞のような袖車絞。小手車絞めのように相手の片襟と自分の袖をつかむ。映画『柔道の真髄 三船十段』では挟絞（はさみじめ）の名称で紹介されている。ノースサウスチョークとは異なる技である。

### スピニング袖車絞
スピニング袖車絞（スピニングそでぐるまじめ）は相手の片腕を抱え込んでの袖車絞。亀の姿勢の相手の右上方に位置し、左腕を相手の右腋の下を通して、相手の左耳付近で左手で右袖口を掴む。両脚を袈裟固の様にし、仰向けになって右小指側で相手の右頸動脈を絞める。

## 歴史
1929年、柔道家の小田常胤は書籍『柔道大観』で小手車絞め、上四方絞を紹介。1936年、柔道家の竹田浅次郎は書籍『対拳式実戦的柔道試合法』で両袖を持つ袖車絞を「袖利用の絞技」として紹介。1959年、柔道家の大滝忠夫は書籍『柔道十講』で両袖を持つ袖車絞と裸絞の片手片足絞めを「袖車技」の名称で紹介。その頃「袖車絞」と呼ばれていた後十字絞は並十字絞の項で紹介。1985年2月1日、講道館が「柔道の技名称固技」発表。当技の名称を「袖車絞」に。それまで「袖車絞」と呼ばれていた後十字絞は並十字絞や片十字絞などに分類。ブラジリアン柔術研究家の奥田照幸によると、1988年、オリンピック柔道ブラジル代表のエゼキエル・パラグアスがブラジリアン柔術の練習中、相手のクローズドガードを割れずガードの中から袖車絞で仕留める。ブラジリアン柔術では袖車絞を「エゼキエル」と呼ぶようになる。1995年9月、千葉市でのIJF総会で「IJF技名称」を承認。講道館と同様、当技の名称を「袖車絞」に。

## 分類と名称
醍醐敏郎の書籍『柔道教室』や工藤一三の書籍『連続分解写真による柔道の技法』（1968年）や書籍『高専柔道の真髄』（原書房）では袖車絞のことを「裸絞」と呼んでいる。柔道界では袖車絞は、かつては裸絞の一種とされていたことが多かった。講道館が固め技の分類を制定する1985年以前の柔道界では自らの着衣を用いる場合は裸絞とされることが多かったのである。
高専柔道界では「車絞」とも呼ばれていた。1985年、講道館は当技を「袖車絞」とする「柔道の固技の名称」を発表。
古流柔術界や1985年以前の柔道界では背後からの十字絞である後十字絞（うしろじゅうじじめ）を「袖車絞」「袖車」と呼ぶのが一般的である。川石メソッドでもそのようになっている。1985年から柔道界ではこれらの技は並十字絞、片十字絞、逆十字絞のうち、どれかの十字絞に分類するようになった。
裸体総合格闘技の大会UFCでは2017年1月の興行UFC Fight Nightにて初のエゼキエルチョークでのサブミッション勝ちが記録された。詳細はアレクセイ・オレイニク (格闘家)を参照。しかし、柔道ならばこの時の技は裸絞に分類される。また、エゼキエルチョークはブラジリアン柔術では袖をつかんだ技に限定しており、この時の技はノーギ・エゼキエル・チョークであった。UFCではノーギ・エゼキエル・チョークも「エゼキエルチョーク」に含んでいるのであった。